# Bandera de Porto Alegre
La bandera municipal de Porto Alegre fue creada el 12 de julio de 1974, durante la administración del alcalde Telmo Thompson Flores por medio de la Ley número 3.893 del mismo año.
Es toda blanca, simbolizando la paz, y tiene el escudo de Porto Alegre en el centro, en sentido vertical.
Una peculiaridad de esta bandera es que tiene siete modelos, que varían en tamaño y tejido según cada tipo de celebración:
- Tipo 1: con un paño de 45 centímetros de ancho;
- Tipo 2: dos paños de ancho;
- Tipo 3: tres paños de ancho;
- Tipo 4: cuatro paños de ancho;
- Tipo 5: cinco paños de ancho
- Tipo 6: seis paños de ancho
- Tipo 7: siete paños de ancho.

Además de los tipos normales, pueden fabricarse en tamaños mayores, menores o intermedios, según lo requieran las condiciones de uso; no obstante, deben mantenerse las proporciones adecuadas.